# Auguste Onclair
El abad jesuita Auguste Onclair fue un autor y traductor belga. Es conocido por sus opiniones antimasónicas.

## Obras
- De l'art de fausser l'histoire, Bruxelles, vandereydt, 1855
- La Franc-maçonnerie dans ses origines, son développement physique et moral, sa nature et ses tendances. Etude faite sur documents authentiques empruntés la plupart aux adeptes de la secte, par la revue romaine La Civilta Cattolica, Bruxelles, H. Goemaere, 1874
- Philosophie & philosophisme, Louvain, A.Meulemans-Depreter, 1881
- La Franc-maçonnerie et la politique intérieure de la Belgique, 1885
- La Franc-maçonnerie contemporaine, Liège, 1885
- La question sociale ou ceux qui possèdent en face de ceux qui n'ont rien, Liège, Ed. H. Dessain, 1886
- Le Communisme dans l’histoire, (Le Communisme dans l’histoire et les systèmes socialistes d’à présent d’après le P. Steccanella), 1895
- Les Causes et les remèdes du socialisme, 1896